# 28 ianuarie
ianuarie • februarie • martie  • aprilie  • mai  • iunie  • iulie  • august  • septembrie  • octombrie  • noiembrie  • decembrie
28 ianuarie este a 28-a zi a calendarului gregorian. Mai sunt 337 de zile până la sfârșitul anului (338 de zile în anii bisecți).

## Evenimente

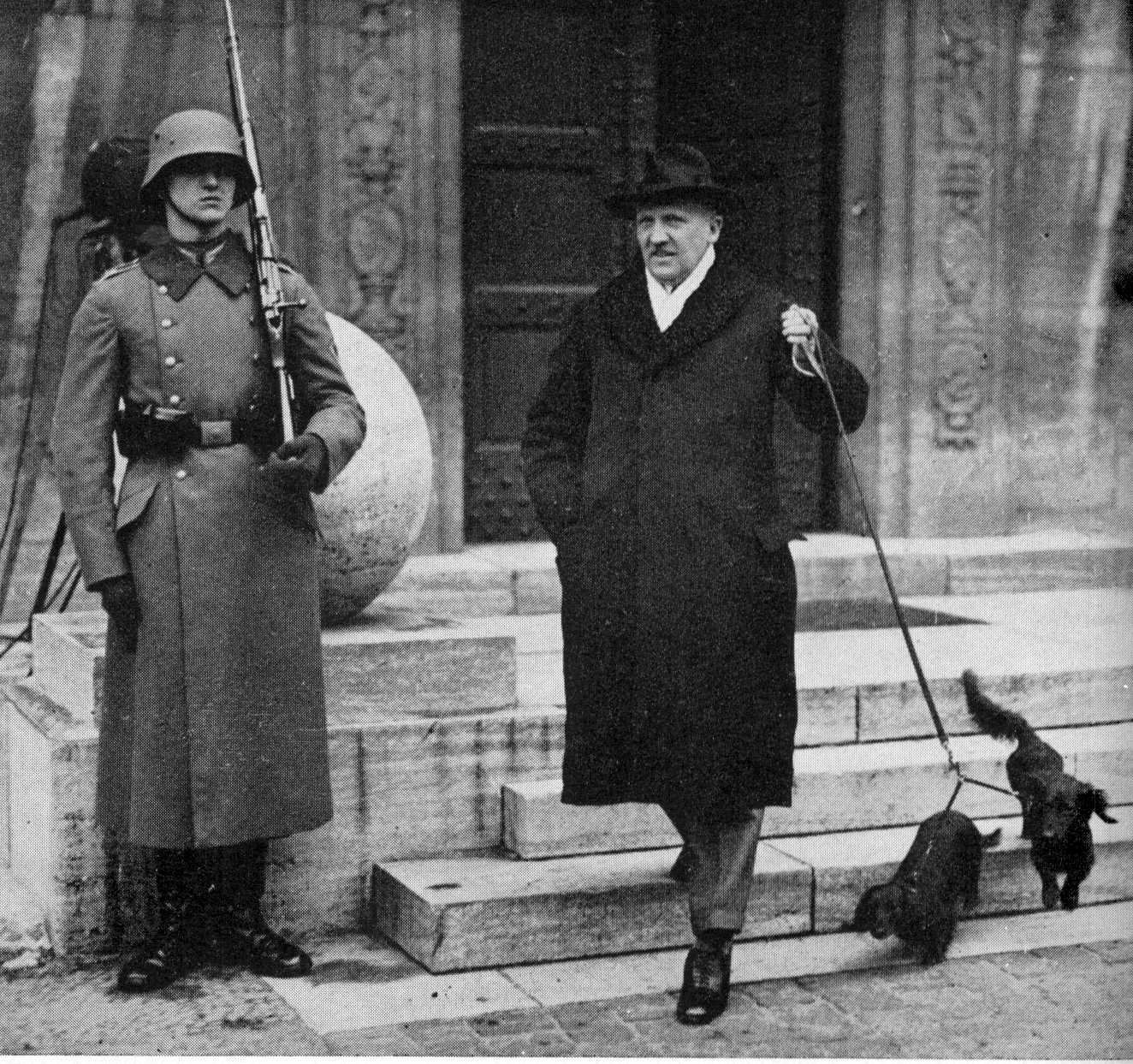
1933: După o întâlnire cu președintele Paul von Hindenburg, cancelarul german Kurt von Schleicher (foto) demisionează și recomandă numirea lui Adolf Hitler în calitate de cancelar.

- 1547: În Anglia, în urma decesului lui Henric al VIII-lea, pe tron se urcă Edward al VI-lea, fiul său de doar 9 ani, care va fi primul conducător protestant al Angliei.
- 1813: Jane Austen publică pentru prima dată în Regatul Unit Mândrie și prejudecată.
- 1865: S-a întemeiat Societatea culturală "Ateneul Român", din inițiativa lui Constantin Esarcu, Nicolae Kretzulescu și V.A. Urechia.
- 1871: Războiul franco–prusac: Parisul capitulează în fața armatelor prusace.
- 1933: Guvernul condus de Alexandru Vaida-Voievod semnează, sub auspiciile Ligii Națiunilor, "Acordul de la Viena", care asigura împrumuturile capitaliștilor străini, contractate în vederea „asanării economico-financiare a țării", prin reducerea salariilor, concedierea a 30% dintre muncitori și funcționari, sporirea și încasarea regulată a impozitelor.
- 1933: După o întâlnire cu președintele Paul von Hindenburg, cancelarul german Kurt von Schleicher demisionează și recomandă numirea lui Adolf Hitler în calitate de cancelar.
- 1941: După rebeliunea legionară din 21 ianuarie - 23 ianuarie 1941, se constituie un nou guvern, prezidat de generalul Ion Antonescu, format exclusiv din militari și tehnicieni.

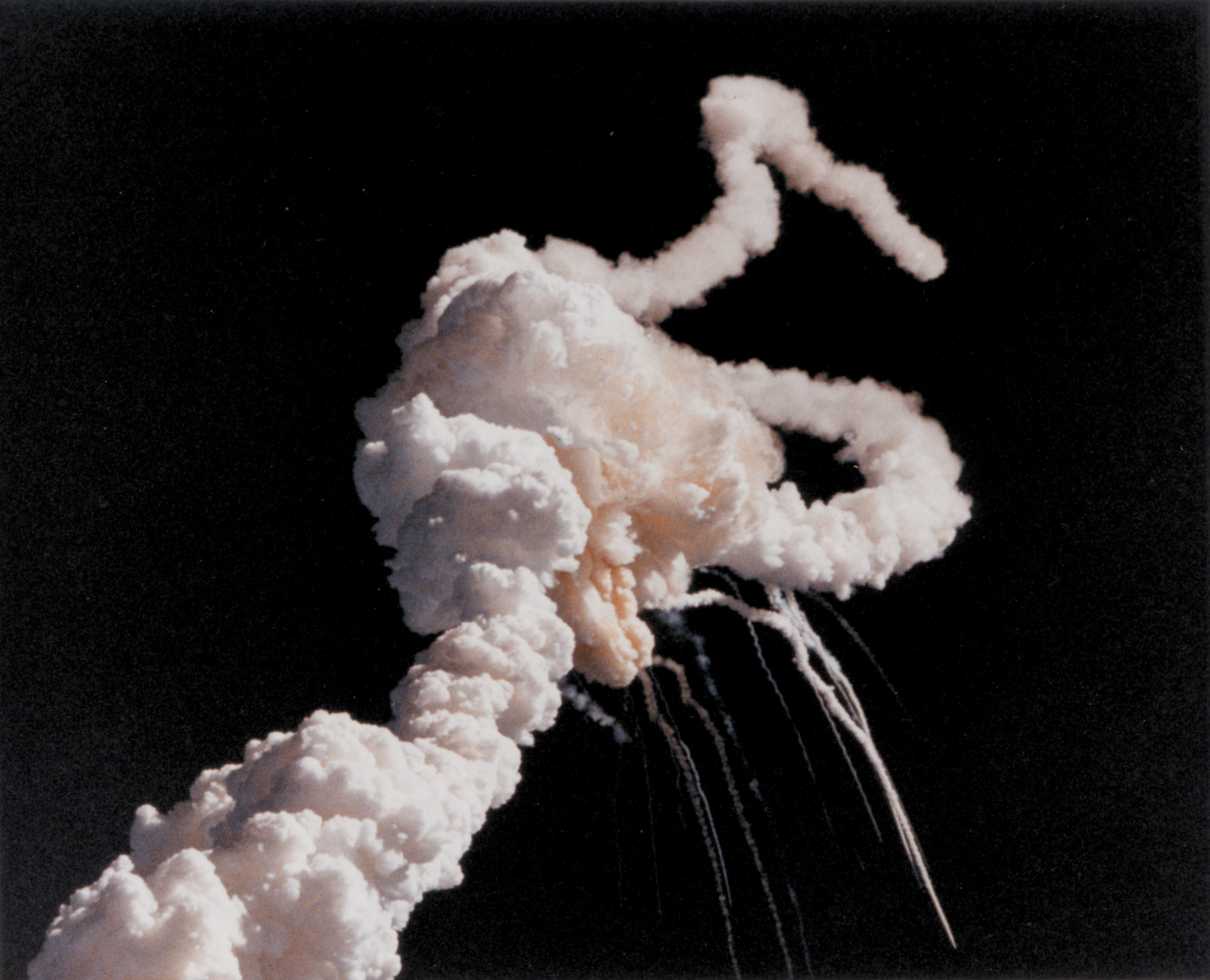
1986: Dezintegrarea navei spațiale Challenger

- 1942: 19 din cele 21 de state participante la Conferința panamericană de la Rio de Janeiro semnează "Actul Final", care recomandă ruperea relațiilor diplomatice cu țările Axei.
- 1949: Înființarea Consiliului Internațional al Muzicii.
- 1986: Catastrofa navetei spațiale "Challenger", a cărei explozie, la 75 de secunde de la lansare, a provocat moartea celor 7 astronauți aflați la bord.
- 1983: Are loc primul zbor cu pasageri al primului avion de pasageri produs în România, RomBac 1 - 11, pe ruta București - Timișoara.
- 1990: În Piața Victoriei din București, se înfruntă două tabere: una a simpatizanților FSN și cealaltă a partidelor politice care protestează împotriva hotărîrii FSN de a participa la alegeri.
- 1999: Începe, la Paris, "Conferința europeană asupra participării echilibrate a femeilor și bărbaților la procesul de luare a deciziilor" (28 ianuarie -30 ianuarie 1999).
- 1999: Este înființată, la București, Academia Română de Aviație, prin reorganizarea Centrului de Perfecționare a Personalului din Aviația Civilă.
- 2001: Naufragiul vasului ucrainean Pamiat Merkuria, în Marea Neagră, soldat cu decesul a 16 de persoane și dispariția altor 3.

## Nașteri
- 1457: Regele Henric al VII-lea al Angliei (d. 1509)
- 1540: Ludolph van Ceulen, matematician german (d. 1610)
- 1600: Papa Clement al IX-lea (d. 1669)
- 1608: Giovanni Alfonso Borelli, fizician italian (d. 1679)
- 1611: Johannes Hevelius, astronom de origine poloneză (d. 1687)

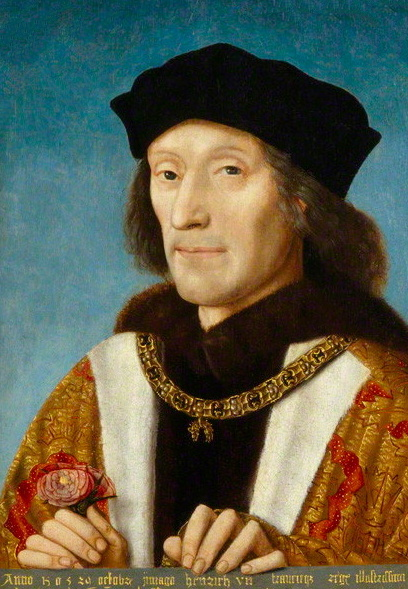
Henric al VII-lea al Angliei
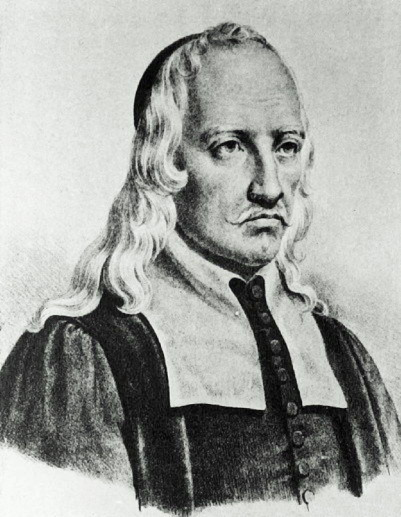
Giovanni Alfonso Borelli, fizician italian
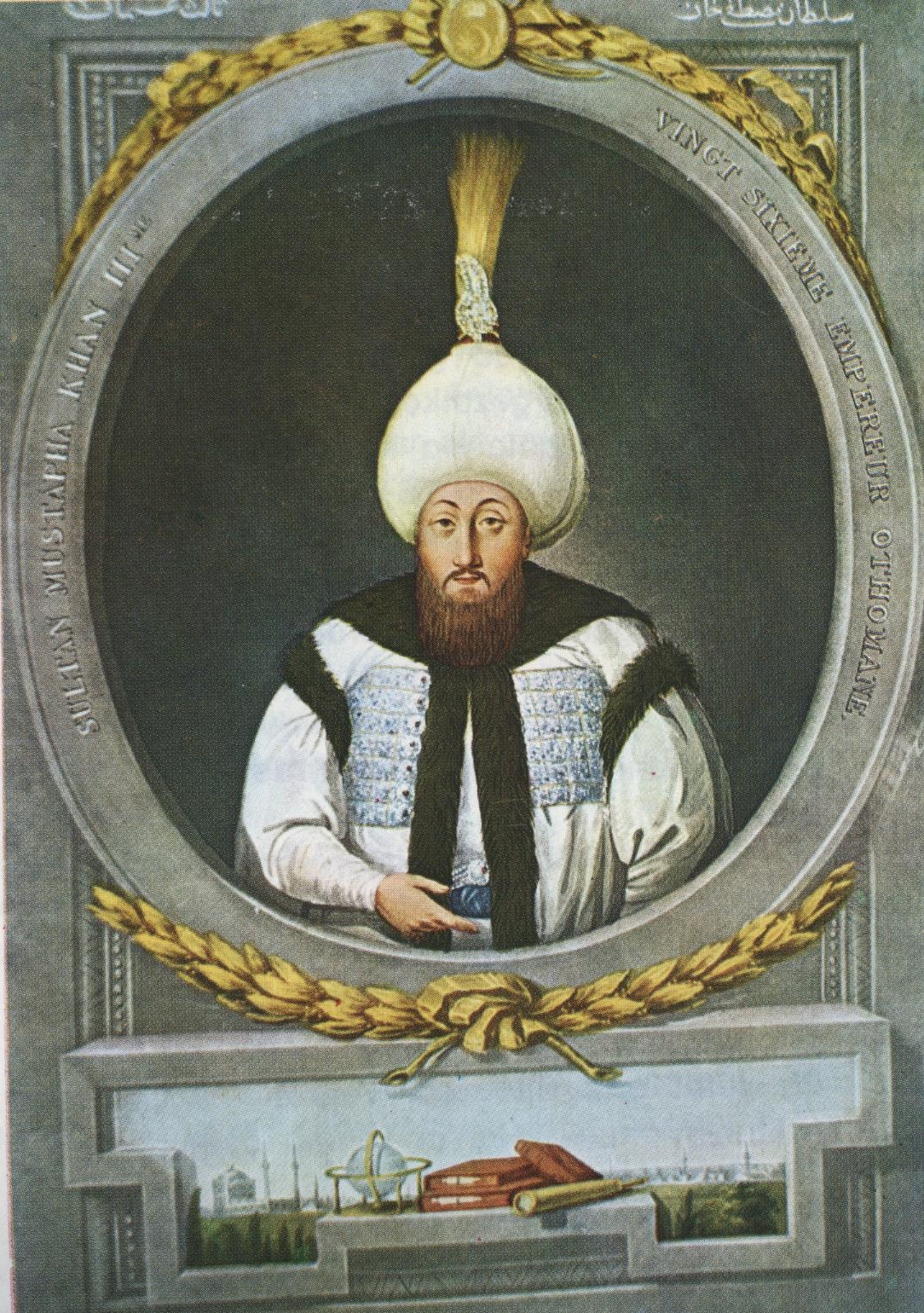
Mustafa al III-lea, sultan otoman

- 1622: Adrien Auzout, astronom francez (d. 1691)
- 1701: Charles Marie de La Condamine, matematician și geograf francez (d. 1774)
- 1717: Mustafa al III-lea, sultan otoman (d. 1774)
- 1768: Frederick al VI-lea, rege al Danemarcei și Norvegiei (d. 1839)
- 1784: George Hamilton-Gordon, conte de Aberdeen, prim ministru al cărui guvern a implicat Marea Britanie în Războiul Crimeei împotriva Rusiei (d. 1860)
- 1811: Ioan Maiorescu, filolog român (d. 1864)
- 1841: Henry Morton Stanley, ziarist și explorator britanic (d. 1904)
- 1853: José Martí scriitor, și om politic cubanez, unul dintre organizatorii și conducătorii răscoalei antispaniole (d. 1895)
- 1873: Colette, scriitoare franceză  (d. 1954)
- 1874: Gheorghe Mironescu, politician român, președinte al Consiliului de Miniștri al României în 1930 și în 1930-1931 (d. 1949)
- 1874: George G. Moronescu, jurist și om politic, membru de onoare al Academiei Române (d. 1949)

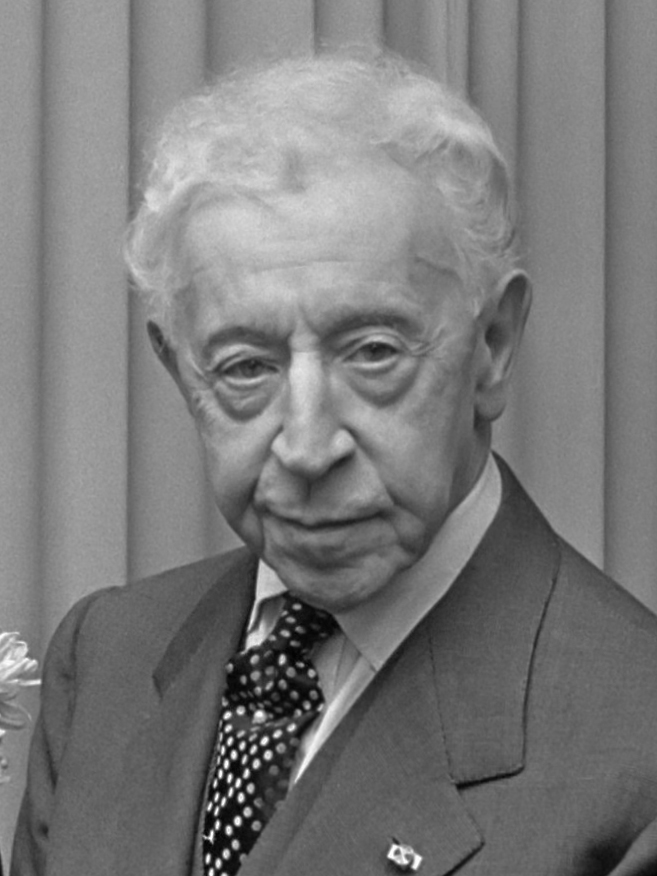
1880: Camil Ressu, pictor, membru al Academiei Române (d. 1962)  - Arthur Rubinstein, pianist polonez - Gheorghe I. Brătianu, politician român, membru al Academiei Române - Martha Bibescu, scriitoare română
- 1882: Eugen Petit, jurist român (d. 1959)
- 1887: Arthur Rubinstein, pianist și compozitor american de origine poloneză (d. 1982)
- 1889: Martha Bibescu, scriitoare română (d. 1973)
- 1897: Valentin Kataev, scriitor rus (d. 1986)
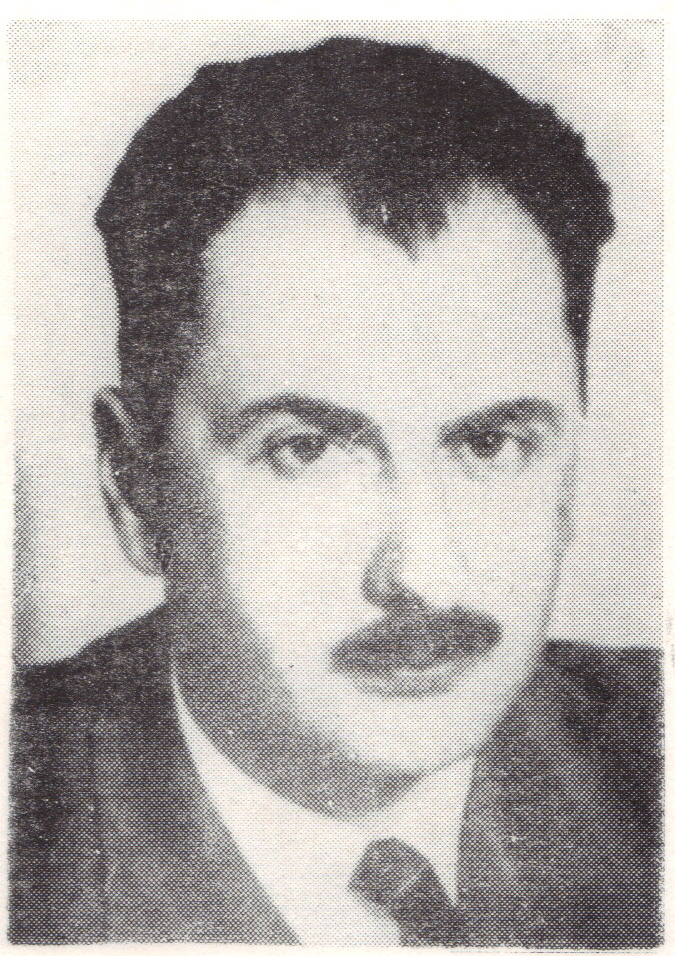
1898: Gheorghe I. Brătianu, istoric, politician și profesor universitar român, membru titular al Academiei Române (d. 1953)
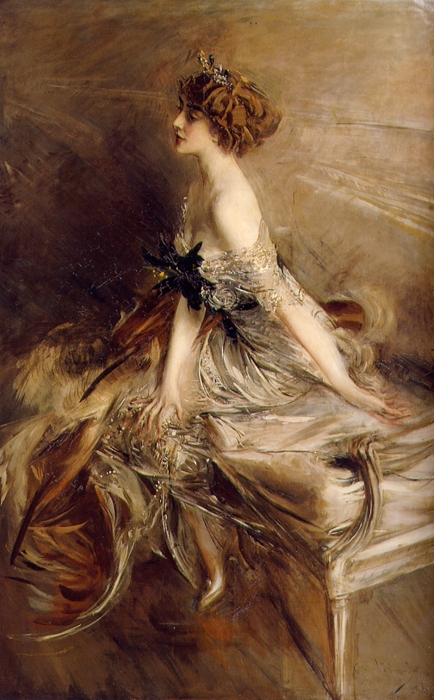
Martha Bibescu, scriitoare română

- 1901: Teodor Tatos, pictor și scriitor român (d. 1985)
- 1912: Jackson Pollock, pictor american (d. 1956)
- 1916: Vergílio Ferreira, scriitor portughez (d. 1996)
- 1920: Cornel Onescu, politician român (d. 1993)
- 1931: Lucia Bosè, actriță italiană (d. 2020)
- 1931: Felicia Donceanu, pictoriță, sculptoriță și compozitoare română (d. 2022)
- 1935: John Davis Chandler, actor american (d. 2010)
- 1935: David Lodge, scriitor englez (d. 2025)
- 1936: Ismail Kadare, scriitor albanez (d. 2024)
- 1936: Alan Alda, actor american
- 1943: Florina Cercel, actriță română de teatru și film (d. 2019)
- 1944: Susan Howard, actriță americană
- 1945: Robert Wyatt, muzician englez (Soft Machine)
- 1950: Tudor Mătușa, politician român
- 1950: Hamad bin Isa al Khalifa, rege al Bahrain
- 1955: Nicolas Sarkozy, politician francez, fost președinte al Franței
- 1959: Eugen Bejinariu, politician român
- 1974: Liviu Apetroaie, poet, publicist, muzeograf literar român
- 1976: Răzvan Ciobanu, creator de modă român (d. 2019)
- 1977: Răzvan-Petrică Bobeanu, politician român
- 1977: Rick Ross, rapper american
- 1978: Gianluigi Buffon, fotbalist italian
- 1978: Jamie Carragher, fotbalist englez
- 1980: Dejan Rusmir, jucător de fotbal sârb
- 1981: Elijah Wood, actor american

## Decese
- 0814: Carol cel Mare (n. 748)
- 1271: Isabela de Aragon, soția regelui Filip al III-lea al Franței (n. 1247)
- 1547: Henric al VIII-lea, rege al Angliei (n. 1491)
- 1621: Papa Paul al V-lea (n. 1550)
- 1687: Johannes Hevelius, astronom de origine poloneză (n. 1611)
- 1725: Petru cel Mare, țar al Rusiei (n. 1672)
- 1754: Ludvig Holberg, istoric și scriitor norvegian (n. 1684)
- 1859: Frederick John Robinson, Viconte Goderich, prim-ministru al Regatului Unit (n. 1782)

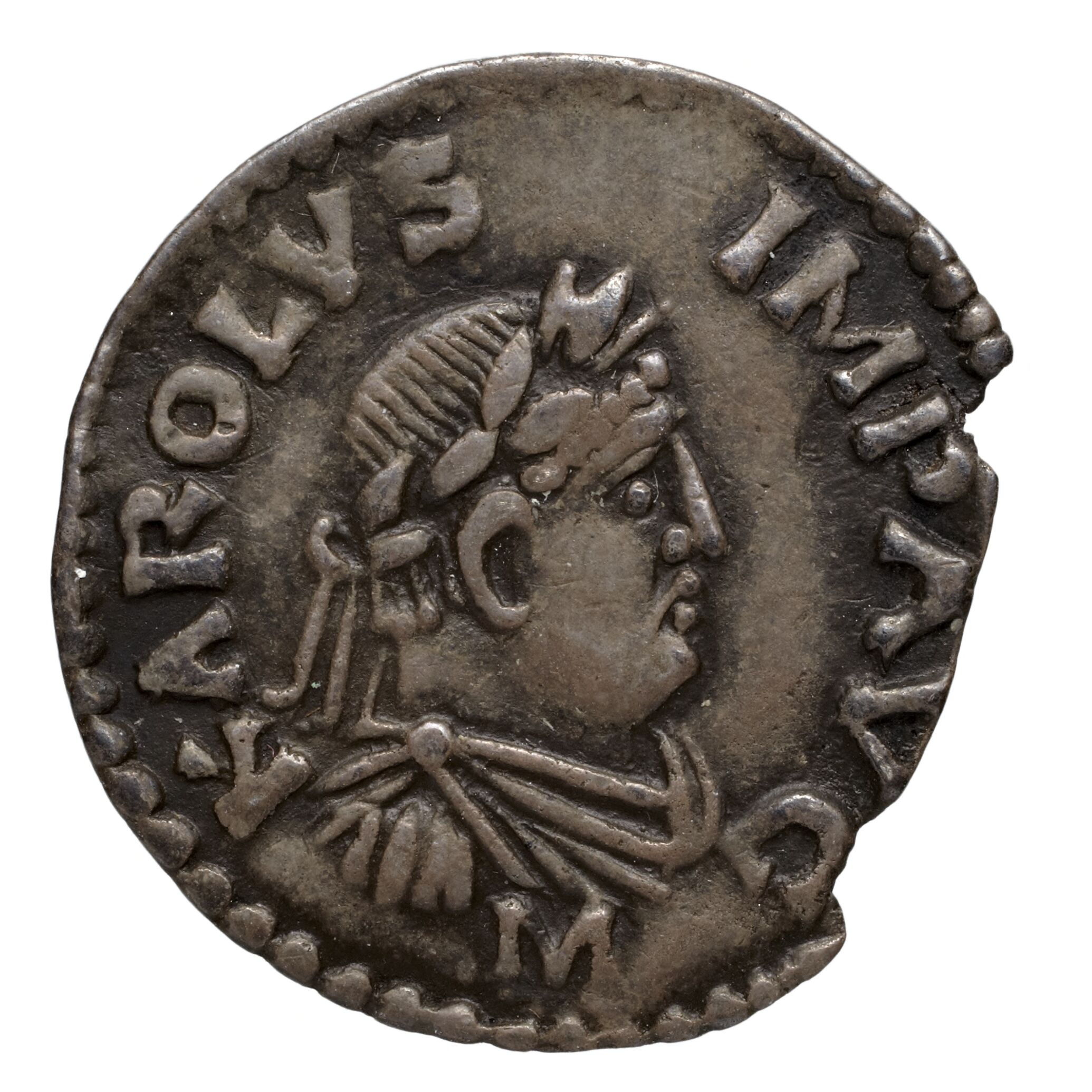
Carol cel Mare
Henric al VIII-lea al Angliei
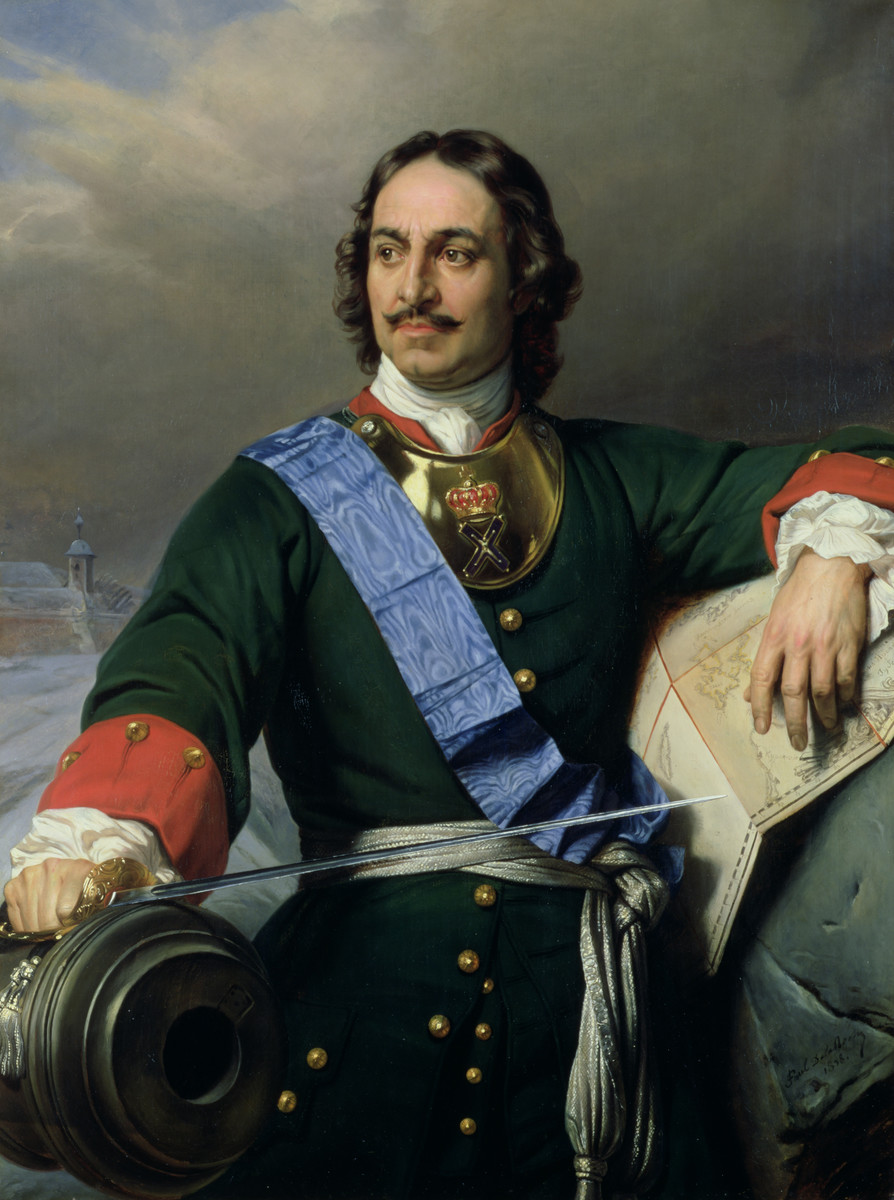
Petru cel Mare, țar al Rusiei

- 1898: Alexandru Flechtenmacher, compozitor, dirijor, pedagog român, întemeietorul Conservatorului din București (n. 1823)
- 1919: Marele Duce Paul Alexandrovici al Rusiei (n. 1860)
- 1919: Marele Duce Nicolai Mihailovici al Rusiei (n. 1859)
- 1919: Marele Duce George Mihailovici al Rusiei (n. 1863)
- 1919: Marele Duce Dmitri Constantinovici al Rusiei (n. 1860)
- 1920: Panas Mirnîi, scriitor ucrainean (n. 1849)
- 1928: Vicente Blasco Ibañez, scriitor spaniol (n. 1867)
- 1928: Adolf Schullerus, scriitor, etnolog și teolog german din Transilvania (n. 1864)
- 1930: Dimitrie S. Nenițescu, politician și ministru român (n. 1861)
- 1931: Henri Mathias Berthelot, general francez, membru de onoare al Academiei Române
- 1950: Constantin Lacea, lingvist și filolog român, membru de onoare al Academiei Române (n. 1875)
- 1951: Carl Gustaf Emil Mannerheim, mareșal și președinte al Finlandei (n. 1867)
- 1972: Dino Buzzati, prozator, poet, scenograf și pictor italian (n. 1906)

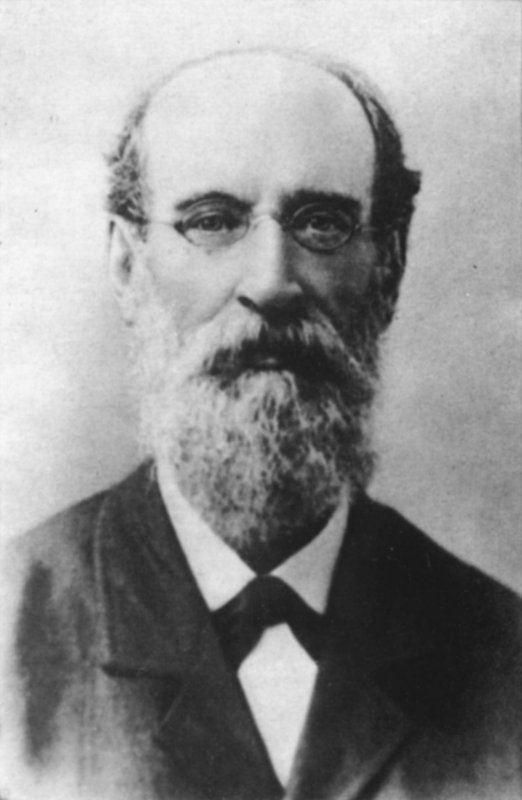
Panas Mirnîi, scriitor ucrainean
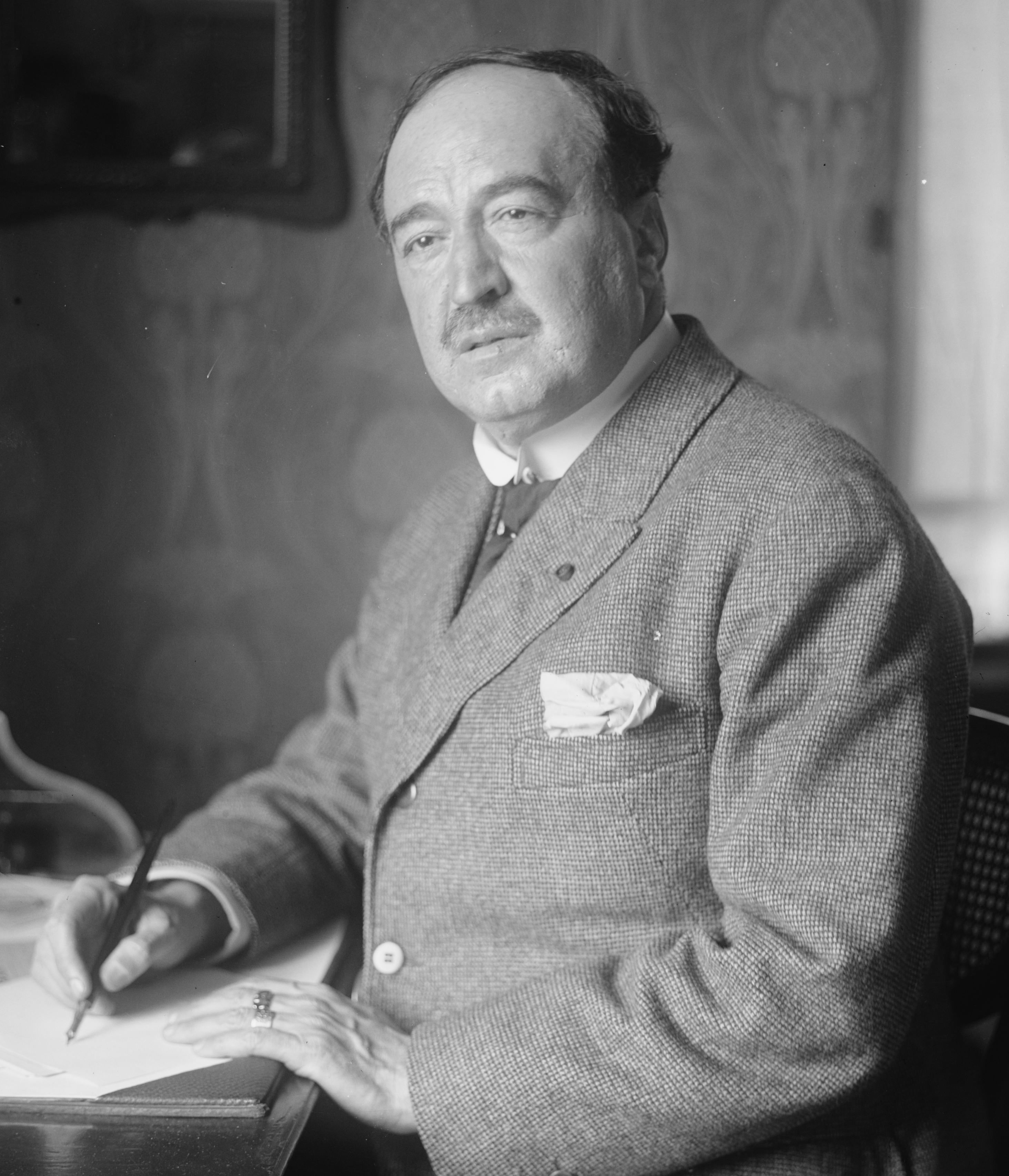
Vicente Blasco Ibañez, scriitor spaniol
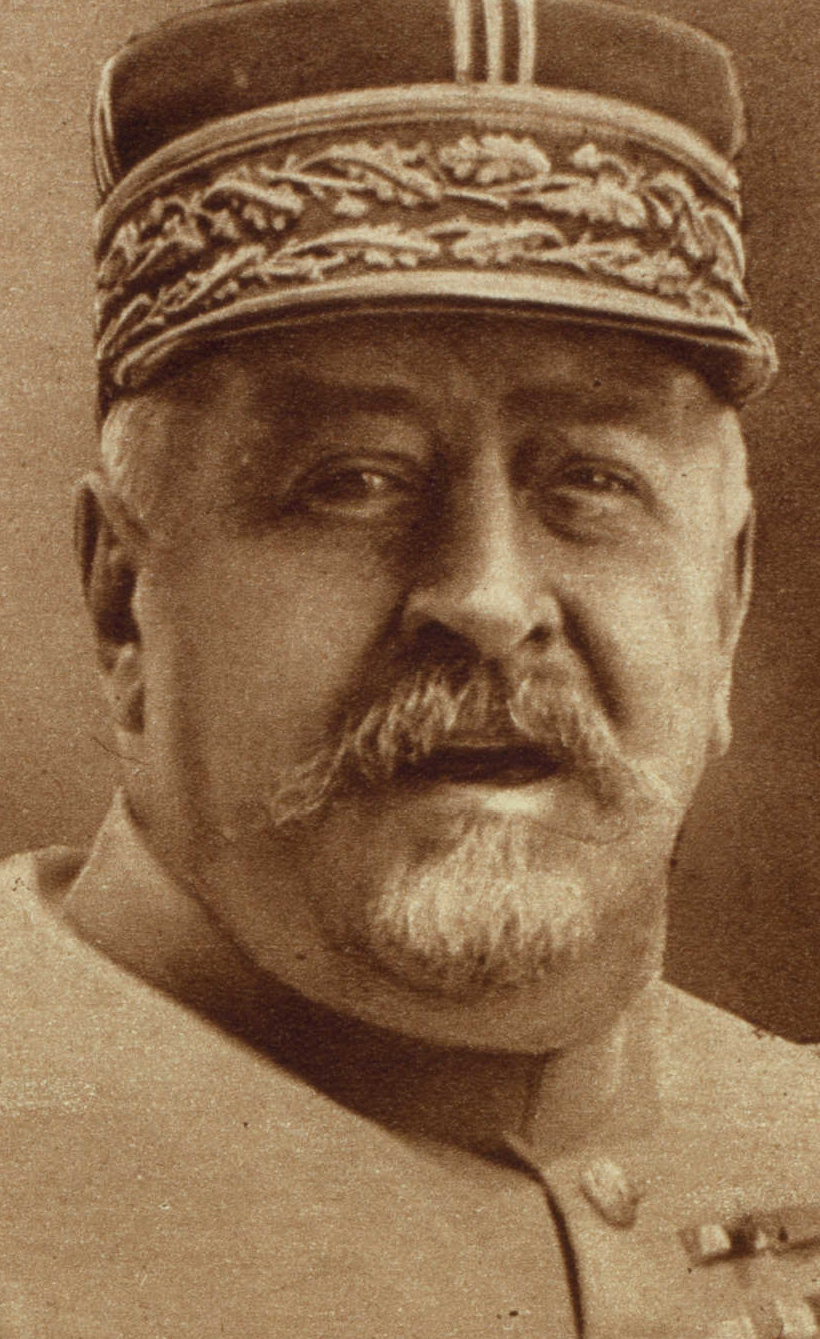
Henri Mathias Berthelot, general francez, membru de onoare al Academiei Române

- 1977: Virgil Gligor, medic veterinar, membru corespondent al Academiei Române (n. 1918)
- 1978: Arnold Hauser, istoric al artei ungaro-britanic (n. 1892)
- 1979: Barbu Theodorescu, scriitor, istoric, folclorist și editor, exeget al operei lui Nicolae Iorga (n.1905)
- 1979: Hans Scherfig, scriitor și pictor danez (n. 1905)
- 1986: Gregory Jarvis, inginer și astronaut american (n. 1944)
- 1986: Ronald McNair, fizician american și astronaut NASA (n. 1950)
- 1988: Klaus Fuchs, fizician germano-britanic (n. 1911)
- 1992: Ion Vlad, sculptor francez de origine română, membru de onoare al Academiei Române. (n. 1920)
- 1994: Frank Hardy, scriitor australian (n. 1917)
- 2002: Astrid Lindgren, scriitoare pentru copii suedeză (n. 1907)
- 2008: Arhiepiscopul Christodoulos al Atenei (n. 1939)
- 2015: Yves Chauvin, chimist francez, laureat Nobel (n. 1930)
- 2021: Paul J. Crutzen, chimist olandez, laureat al Premiului Nobel (1995), (n. 1933)

## Sărbători
- Cuvioșii: Efrem Sirul, Paladie, Iacob (calendar creștin-ortodox)
- Sf. Toma de Aquino (calendar romano-catolic)
- Sf. Efrem Sirul; Sf. Toma de Aquino (calendar greco-catolic)
- Ziua internațională a mobilizării împotriva războiului nuclear, proclamată de Consiliului Mondial al Păcii, sărbătorită din 1966
- Ziua mondială a protecției datelor